# Miguel Ángel Juárez (futbolista)
Miguel Ángel Juárez (Rosario, Provincia de Santa Fe, Argentina; 2 de febrero de 1955-Ibidem, 28 de mayo de 2019) fue un futbolista argentino que jugaba en el puesto de delantero por izquierda.

## Carrera deportiva
Se inició en Rosario Central, equipo en el que jugó en 1975. Luego pasó por Platense, jugando allí en los años 1977 y 1978.
Más tarde fue transferido a Ferro Carril Oeste, donde en 1982 se consagra goleador del Torneo Nacional, con 22 goles, logrando además obtener dicho torneo con el club de Caballito.
En 1984 pasó a jugar en Talleres de Córdoba, y finalizó su carrera en 1992 en el Sportivo Matienzo de Pujato de Santa Fe.
Falleció a los 64 años de edad luego de luchar contra una enfermedad que había contraído hacía algún tiempo.

## Palmarés
| Título           | Club               | País      | Año    |
| ---------------- | ------------------ | --------- | ------ |
| Primera División | Ferro Carril Oeste | Argentina | N-1982 |

## Distinciones individuales
| Distinción                                     | Año    |
| ---------------------------------------------- | ------ |
| Máximo goleador de Primera División (22 goles) | N-1982 |